# خواب‌پریشی
خواب‌پریشی یا کژخوابی نوعی از نابهنجاری خواب است که شامل حرکات غیرعادی و ناهنجار، احساسات و رفتارهایی است که در رؤیا رخ می‌دهد، این رؤیاها ممکن است در حین به خواب رفتن، خواب، مراحل خواب یا در طی بیدار شدن از خواب رخ دهند. بنزودیازپین‌ها در درمان این اختلال ممکن است مفید باشند.

## انواع شایع پاراسومنیا
- اختلال رفتاری REM
- فلج خواب
- راه رفتن در خواب
- سندرم انفجار سر
- هراس شبانه